# Comuna Mîtlașivka, Drabiv
Mîtlașivka (în ucraineană Митлашівка) este o comună în raionul Drabiv, regiunea Cerkasî, Ucraina, formată din satele Kozace, Mîtlașivka (reședința) și Olimpiadivka.

## Demografie
Componența lingvistică a comunei Mîtlașivka
     Ucraineană (98,83%)
     Alte limbi (1,03%)
Conform recensământului din 2001, majoritatea populației comunei Mîtlașivka era vorbitoare de ucraineană (98,83%), existând în minoritate și vorbitori de alte limbi.